# Tokuda Shigeo
Tokuda Shigeo (Nhật: 徳田 重男 (Đức Điền Trọng Nam) sinh ngày 18 tháng 8 năm 1934) là nghệ danh của một nam diễn viên phim khiêu dâm người Nhật. Ông đã được miêu tả là "Người ông huyền thoại" của ngành công nghiệp khiêu dâm của Nhật Bản.

## Cuộc đời và sự nghiệp
Tokuda sinh tháng 8 năm 1934 và làm việc như một nhân viên đại lý du lịch cho đến khi nghỉ hưu ở độ tuổi 60. Theo Tokuda kể, "tôi nghỉ hưu và không có gì để làm", vì vậy ông bắt đầu sự nghiệp thứ hai của mình với tư cách là một diễn viên khiêu dâm. Tokuda đã mua các video khiêu dâm trực tiếp từ công ty sản xuất (ông không dám đến mua trực tiếp tại cửa hàng video) và đã trở thành bạn bè với một đạo diễn. Người đạo diễn này đề nghị ông đóng một video khiêu dâm vì "phim khiêu dâm người già" đã trở nên phổ biến. Đến năm 2008, Tokuda đã thực hiện hơn 350 video, theo một đạo diễn "Trong thế hệ của ông ấy thì Tokuda là một siêu sao".
Ruby Productions, công ty sản xuất phim của ông, bắt đầu làm các phim "người già" với người ở độ tuổi ba mươi nhưng sự nổi tiếng của "phim khiêu dâm cho người lớn tuổi" đã khiến công ty tạo ra một dòng phim với diễn viên trong độ tuổi bảy mươi và Tokuda là ngôi sao của họ. Tokuda đóng phim với cả các nữ diễn viên trẻ và lớn tuổi bao gồm một số phim với nữ diễn viên 72 tuổi Fujiko Ito. Với số đông người già ở Nhật Bản với nhiều thời gian rảnh rỗi, phim khiêu dâm với người lớn tuổi đã trở thành một thị trường béo bở, chiếm khoảng 20-30% doanh thu phim tình dục.
Nam diễn viên thường là vô danh trong các phim khiêu dâm của Nhật nhưng Tokuda hiện đã có thương hiệu video cho riêng mình với công ty Ruby, diễn với các nữ diễn viên khiêu dâm có lứa tuổi khác nhau. Một phòng thu chuyên về phim khiêu dâm người lớn là Glory Quest phát hành loạt phim "star man" Maniac Training of Lolitas vào tháng 12 năm 2004 và khi dòng phim này trở nên nổi tiếng, đã đưa Tokuda vào loạt phim này với một loạt các nữ diễn viên khiêu dâm trẻ trong loạt phim Forbidden Elderly Care (Forbidden Nursing), bắt đầu từ tháng 8 năm 2006. Một loạt phim khác Big Tits Loving Grandfather Erotic Mischief của công ty Glory Quest bắt đầu vào tháng 8 năm 2008. Không phải tất cả các vai diễn của Tokuda đều liên quan đến tình dục và ông thích đóng những vai khác nhau. Tokuda nói rằng ông hy vọng sẽ có thể tiếp tục đóng trong các phim khiêu dâm cho đến khi ông 80 tuổi (sau đó ông cười).
Tokuda đã trở thành một hiện tượng ở phương Tây khi ông được mô tả trong một phóng sự của CNN năm 2008 và Ruby có kế hoạch phát hành một số video khiêu dâm của ông ở Hoa Kỳ.

## Đời tư
Tokuda cao 1,60 m, đã lập gia đình, có hai con và một cháu trai. Ông nói rằng vợ ông, 45 tuổi, nghi ngờ ông đóng vai diễn nào đó trong ngành công nghiệp phim ảnh khiêu dâm nhưng không hỏi bất kỳ câu hỏi nào và ông đã giữ bí mật vị trí "ngôi sao" của mình.